# Роберт де Вер, 6-й граф Оксфорд
Роберт де Вер (англ. Robert de Vere; 24 червня 1257 — 17 квітня 1331) — англійський аристократ, 6-й граф Оксфорд з 1296.

## Життєпис
Належав до знатного та впливового роду, представники якого володіли землями у ряді графств Англії та титулом графа Оксфорд. Він був сином 5-го графа того ж імені та його дружини Еліс де Санфорд.
У 1296 році, після смерті батька, Роберт став 6-м графом Оксфорд. Брав участь у походах королів Едуарда I, Едуарда II та Едуарда III в Уельс, Шотландію та Францію, в 1298 боровся при Фолкерку, в 1308 році був присутній при коронації Ізабелли Французької.
Був одружений з Маргарет Мортімер, дочкою Роджера Мортімер, 1-го барона Вігмор, і Мод де Браоз. У цьому шлюбі народилися син Томас, який помер за життя батька, і дочка Елен, дружина сера Томаса Наунтона. Спадкоємцем Роберта став його племінник Джон.